# Петтнау
Петтнау (нім. Pettnau) —  громада округу Інсбрук-Ланд у землі Тіроль, Австрія.
Петтнау лежить на висоті  628 м над рівнем моря і займає площу 10,78 км². Громада налічує 912 мешканців. 
Густота населення 85/км².  
|                                  |
| Петтнау на мапі округу та землі. |

 Адреса управління громади: Tiroler Straße 114, 6408 Pettnau. 

## Демографія
Історична динаміка населення міста за даними сайту Statistik Austria

## Виноски
1. ↑  Dauersiedlungsraum der Gemeinden Politischen Bezirke und Bundesländer - Gebietsstand 1.1.2018 — Статистичне управління Австрії.
2. ↑  https://www.statistik.at/blickgem/blick1/g70339.pdf
3. ↑   www.pettnau.at
4. ↑  Gemeindedaten von Pettnau

| Австрія | Це незавершена стаття з географії Австрії. Ви можете допомогти проєкту, виправивши або дописавши її. |